# Eletica rubripennis
Eletica rubripennis es una especie de coleóptero de la familia Meloidae.

## Distribución geográfica
Habita en Bahía Delagoa.